# 安部信古
安部 信古（あんべ のぶひさ）は、江戸時代後期の大名。武蔵国岡部藩11代藩主。官位は従五位下・摂津守。

## 生涯
文化12年（1815年）、9代藩主・安部信操の四男として誕生。文政11年（1828年）6月10日、兄で10代藩主・安部信任が死去したため、末期養子として家督を継いだ。
天保2年（1831年）9月28日、11代将軍・徳川家斉に拝謁する。同年12月16日、従五位下摂津守に叙任する。天保3年（1832年）、大坂加番を命じられた。天保5年（1834年）4月、日光祭礼奉行を命じられる。天保12年（1841年）、再び日光祭礼奉行を命じられる。天保13年（1842年）、大坂加番を命じられる。同年10月7日、大坂で死去、享年28。跡を長男・信宝が継いだ。

## 系譜
父母
- 安部信操（実父）
- 安部信任（養父）

正室
- 竹腰正定の娘

子女
- 安部信宝（長男）